# Gujarat International Finance Tec-City
 (juin 2023).

Plan de GIFT en 2023

Gujarat International Finance Tec-City, ou GIFT, est une ville nouvelle d'affaire en construction, située à proximité de Ahmedabad, dans le Gujarat en Inde.
Plus précisément cette ville nouvelle borde le fleuve Sabarmati un peu au nord de la plus grande ville du Gujarat, Ahmedabad, et entre cette dernière et la capitale de l'État du Gujarat, Gandhinagar et son district.

## Vue d'ensemble
Elle est le projet d'infrastructure majeur du premier ministre de l'Inde actuel (en 2023), Narendra Modi. C'est surtout un centre d'affaires. Elle devrait recevoir des banques, services financiers, assurances, des gestionnaires de patrimoine et d'actifs, des services decourtage et de marchés de capitaux, divers prestataires de services professionnels, des bureaux d'entreprise et des nombreux détaillants.
Il s'agira de la première ville intelligente et du premier centre de services financiers internationaux opérationnel en Inde.
En 2017, le GIFT International Financial Services Centre (en) - GIFT IFSC - a décroché la 10e place dans le secteur financier et le premier rang des centres financiers émergents dans l'indice des centres financiers mondiaux le GIFT International Financial Services Centre a décroché la 10e place dans le secteur financier. En juin 2023, ce quartier abritait 23 banques multinationales, dont HSBC, JP Morgan et Barclays. En outre, il comprend 35 entités de fintech, deux bourses internationales avec des volumes de transactions quotidiens moyens de 30,6 milliards de dollars, ainsi que la première bourse internationale de lingots d'Inde, avec 75 bijoutiers intégrés.[3][4]
La ville est située sur les rives du fleuve Sabarmati et à environ 12 km de l'aéroport international Sardar Vallabhbhai Patel. La ville est conçue pour que les résidents puissent se rendre au travail à pied. Il comprend des complexes commerciaux, financiers et résidentiels. La ville est reliée par des autoroutes d'État et nationaux, à 4 et 6 voies. Une station de métro est également prévue, qui relierait GIFT City au réseau de métro d'Ahmedabad. Cela devrait être achevé d'ici mars 2024. Le projet GIFT a été conçu comme une zone économique spéciale (ZES) - également connue sous le nom de zone tarifaire intérieure ou DTA - en vertu de la loi SEZ de 2005. La superficie totale pour le développement de GIFT est de 359 hectares, dont la zone économique spéciale (ZES) constitue 106 hectares. La zone du projet en cours de développement (en 2023) peut donc être classée en zone SEZ et en zone non-SEZ. Il a été conçu comme une ville autonome dotée d'infrastructures de pointe.
Avec l'ouverture des premiers campus de deux universités australiennes, le 7 novembre 2023, en présence de son homologue indien, Dharmendra Pradhan, et du ministre australien de l'Éducation, Jason Clare, GIFT City commence à s'imposer comme un centre d'universités étrangères dans le pays.

## Histoire

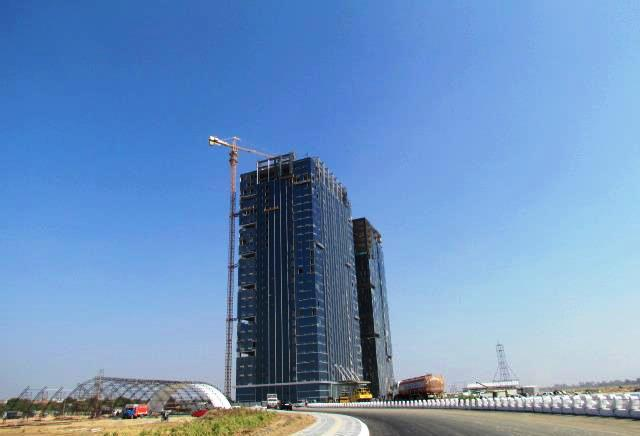
Le plus haut building du Gujarat en 2013 : GIFT ONE & TWO

Le 15 décembre 2011, The Economic Times a rapporté que les responsables de la ville de GIFT invitaient les entreprises de Singapour qui souhaitaient se développer mais ne pouvaient pas le faire en raison d'un manque de terres à Singapour à ouvrir leurs entreprises à GIFT. Les investissements des banques, des sociétés de capital-investissement, des compagnies d'assurance et des sociétés de gestion d'actifs étaient envisagés. En novembre 2018, The Economic Times a rapporté que le gouvernement de l'État du Gujarat rachèterait la participation de 50% de  Infrastructure Leasing & Financial Services (IL&FS) (en) en difficulté dans GIFT City pour minimiser les retards du projet. En juin 2020, IL&FS a conclu la vente de sa participation dans GIFT-City pour une valeur en actions de 320 millions de roupies (équivalent à 380 millions de roupies ou 4,7 millions de dollars en 2023) au gouvernement de l'État.

## Avantages fiscaux (Tax benefits)
GIFT City, par le biais de son Centre international de services financiers (IFSC), offre plusieurs avantages fiscaux visant à attirer à la fois des investissements nationaux et internationaux. Ces incitations comprennent des exemptions de certaines taxes pour les entreprises en vertu du nouveau régime fiscal, des congés fiscaux pour des secteurs spécifiques, et des services exempts de GST pour les unités SEZ de l'IFSC. D'autres avantages comprennent diverses subventions d'État et des exemptions fiscales pour les échanges établis sous l'IFSC,.